# WISP2
Le  WISP2 (pour « WNT1 inducible signaling pathway protein-2 »), ou CCN5 est une protéine appartenant à la famille des CCN. Son gène est WISP2 situé sur le chromosome 20 humain.

## Rôles
Cette protéine à un rôle protecteur contre la survenue d'une hypertrophie ventriculaire gauche et d'une fibrose cardiaque. Elle favorise même la régression de cette dernière.